# Каниболоцкий, Павел Михайлович
Каниболоцкий Павел Михайлович (1 марта 1860, Царичанка, Полтавская губерния — 13 августа 1950, Днепропетровск) — советский геолог и петрограф, доктор геолого-минералогических наук (1947), профессор (1947), ректор Черновицкого университета (1944—1949).

## Биография
Родился 1 марта 1860 года в селе Царичанка (ныне в Днепропетровской области) в крестьянской семье.
В 1916 году окончил церковно-приходскую школу. Работал на кожевенном заводе, служил в Красной армии. Участвовал в Гражданской войне.
С 1924 года учился на вечернем отделении рабфака и работал на Харьковском электроламповом заводе.
В 1927—1930 годах учился в Днепропетровском горном институте (ныне Национальный горный университет), как отличник обучения остался в аспирантуре, которую окончил в 1931 году.
После защиты в 1935 году кандидатской диссертации работал доцентом в том же горном институте и по совместительству в Днепропетровском университете.
В 1941—1944 годах — научный сотрудник Казахского филиала АН СССР.
В 1944 году назначен на должность ректора Черновицкого университета. Там же был заведующим кафедрой пектографии и полезных ископаемых.
В 1945 году в Киевском университете имени Т. Шевченко защитил докторскую диссертацию на тему «Геология Криворожского бассейна».
С 1947 года — профессор.
В декабре 1947 года избран депутатом Черновицкого областного совета.
В январе 1950 года переведён на должность заведующего кафедрой петрографии и геологии полезных ископаемых Днепропетровского горного института.
Умер 13 августа 1950 года в Днепропетровске.

## Научная деятельность
Проводил минералогические и петрографические исследования марганцевых и железорудных месторождений УССР. Установил минеральный состав Никопольских марганцевых руд, разработал динамометаморфическую гипотезу происхождения и стратификацию железорудных месторождений Криворожского железорудного бассейна.
Изучал генезис Никопольских марганцевых руд и почвы Донбасса. В 1939—1941 годах составил стратиграфическую схему докембрия рудника «Большевик» в Кривбассе. Автор многопластической стратиграфической схемы Кривбасса. Изучал петрогенезис руд Криворожского железорудного бассейна.

### Научные труды
- Об главных обстоятельствах рудоотложения в гидротермах // Сборник трудов Днепропетровского горного института. — 1940. — Вып. 2.
- К вопросу о генезисе Чиатурского марганцевого месторождения // Сборник трудов Днепропетровского горного института. — 1941. — Вып. 3.
- Петрогенезис пород и руд Криворожского железорудного бассейна / Черновцы, 1946.

## Награды
- Заслуженный деятель науки и техники Казахской ССР (1947);
- Отличник народного образования Украинской ССР (1947) — за восстановление Черновицкого университета;
- Медаль «За доблестный труд в Великой Отечественной войне 1941—1945 гг.» (1946);
- Орден Трудового Красного Знамени[1].